# Maria Assumpció Raventós i Torras
Maria Assumpció Raventós i Torras (Sant Sadurní d'Anoia, Alt Penedès 1930) és una pintora, gravadora i tapissera catalana. Estudià a l'Escola de Belles Arts de Sant Jordi de Barcelona, de la qual fou després professora de dibuix.

## Biografia
Inicialment es dedicà al gravat, però després es dedicà a la creació tapissera com a membre permanent de l'Escola Catalana de Grau-Garriga i Susanna Rolando a Sant Cugat del Vallès. S'inicià en la tècnica de l'alt lliç, el teler i els materials tèxtils i experimentà tècniques no habituals que la conduïren, mitjançant la inserció de relleus, volums, serrells, nusos, talls i protuberàncies d'influència cubista i expressionista, a una expressió tridimensional propera a l'escultura. Ha creat alguns tapissos dins de la influència de l'Escola Catalana del Tapís.
Formada com a pintora en l'Escola de Belles Arts de Barcelona, posteriorment va estudiar a l'Atelier Frydaender de París. va integrar-se molt aviat en l'abstracció informalista i posteriorment va derivar cap al nou realisme.
El 1957 va participar en l'Exposició Nacional de Belles Arts de Madrid amb una obra titulada Pájaros. Segons el catàleg, en aquell moment residia a Pàdua.
L'any 1959 va participar en la II Biennal de Pintura Ciutat de Terrassa, obtenint l'accèssit de la Cambra de Comerç de la ciutat, i consta entre els participants de l'Exposició Nacional de Belles Arts que es va fer a Barcelona l'any 1960, en la qual va presentar quatre gravats: Cosmos (aiguafort i resina), Espacio (aiguafort i resina, una de les poques obres de dones reproduïdes en el catàleg de la mostra), Barcas (vernís tou) i Ciudad dormida (aiguafort). El 1961 ho feu al Saló Internacional Femení de París, on va coincidir amb la pintora Glòria Morera i Font, amb qui va desenvolupar la idea de fer un certamen similar a Barcelona per visibilitzar la creació plàstica femenina i aconseguir més reconeixement institucional i repercussió social. Seria el Salón Femenino de Arte Actual, que es va dur a terme entre 1962 i 1971 i del qual M. Assumpció Raventós va formar part de la comissió organitzativa i va guanyar el premi de gravat de la novena edició (1970) amb l'obra La alambrada.
Paral·lelament, va prendre part del X Salón de Grabadores Contemporáneos que es va fer a Madrid, així com en exposicions individuals a Barcelona, Mataró, Sant Sebastià i Messina. Igualment, va presentar exposicions individuals a Barcelona i Estocolm.
Al 1962 va participar en l'Exposició Nacional de Belles Arts de Madrid amb les obres Tauromaquia, Formas dinámicas i Formas quietas, i dos anys més tard ho feu amb tres gravats (Montaña mágica, Ibérica i Prehistoria). Hi va prendre part de nou al 1968 amb un gravat titulat Máscara Kabuki B.
Durant els anys 1990 va tornar a dedicar-se a la pintura, consistent en masses de color subtilment disposades. L'any 2002 la Reial Acadèmia Catalana de Belles Arts de Sant Jordi la va elegir acadèmica corresponent per Sant Sadurní d'Anoia, a partir de la proposta dels acadèmics de número Carles Ferrater i Lambarri, Leopold Gil i Nebot i Montserrat Gudiol i Corominas.
Ha exposat als Països Catalans, Espanya, els EUA, França, Suècia, el Japó, Itàlia, Alemanya, Suïssa, Mònaco, Iugoslàvia i Bèlgica i ha obtingut la medalla de l'Agrupació d'Artistes Gravadors, el primer premi de gravat de l'Exposición Nacional de Bellas Artes (1971), el premi Ciutat de Barcelona de gravat (1973), la medalla d'or del Círculo de Bellas Artes de Madrid (1976) i al Saló Internacional de Marsella (1983), el premi del 2n Mini Print Internacional de Cadaqués (1982), premi a la Biennal Internacional Tèxtil de Bratislava (1987), i la Creu de Sant Jordi de 1991.

## Obres destacades
- 1961 - Composició en negre (calcografia sobre paper), conservada a la Biblioteca Museu Víctor Balaguer.[12]
- c. 1969 - Composició amb cercles (calcografia obre paper), conservada a la Biblioteca Museu Víctor Balaguer.[12]

Altra obra en museus i col·leccions:
- Reial Acadèmia Catalana de Belles Arts de Sant Jordi, Barcelona.[13]
- Museu d'Art Contemporani de Barcelona.[14]
- Museu d'Història de la Ciutat, Girona.[15]
- Museu de la Pell d'Igualada i Comarcal de l'Anoia, Igualada.[15]
- Museu d'Art Modern de Tarragona.[15]
- Museu de l'Empordà, Figueres.[15]
- Vinseum. Museu de les Cultures del Vi de Catalunya, Vilafranca del Penedès.[16]
- Museu Comarcal de l'Urgell, Tàrrega.[17]
- Museu de Mataró.[18]
- Biblioteca Museu Víctor Balaguer, Vilanova i la Geltrú